# Wrightia arborea
Wrightia arborea (лат.) — дерево, вид рода Райтия (Wrightia) семейства Кутровые (Apocynaceae). Произрастает в Индии, Юго-Восточной Азии и южном Китае. 

## Описание

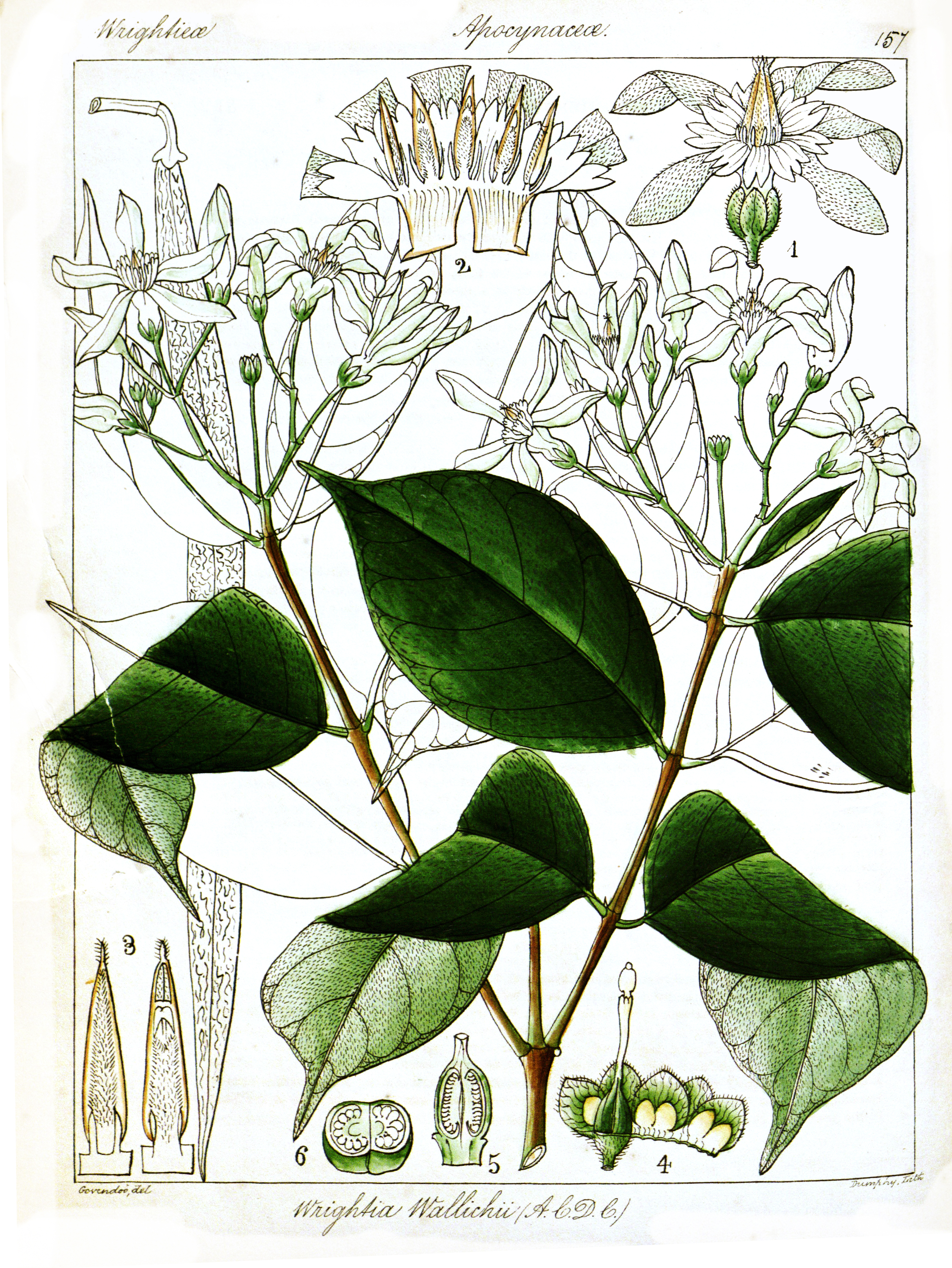
Иллюстрация 1854 года.

Wrightia arborea — дерево высотой до 20 м. Ветви серые или коричневые, опушённые, чечевицеобразные. Черешок 2-10 мм; листовая пластинка эллиптическая до широкояйцевидной или обратнояйцевидная, 6-18 X 3-8,5 см, опушённая до голой адаксиально, войлочно-острая абаксиально; боковых жилок 10-15 пар. Соцветие — опушённый зонтик; цветоножка до 2 см. Чашелистики яйцевидные или широкояйцевидные, около 3 мм. Венчик желтоватый, розоватый или лососевый, вращающийся или полувращающийся. Завязи сросшиеся. Семена линейно-веретеновидные, около 2 см. Цветёт в мае-октябре, плоды созревают в августе-декабре.

## Ареал и местообитание
W. arborea произрастает в Китае (Гуанси, Гуйчжоу, Юньнань), Индии, Лаосе, Малайзии, Мьянме, Шри-Ланке, Таиланде и Вьетнаме. Встречается в лиственных или смешанных лесах, по берегам ручёьёв на высоте 200—1500 м над уровнем моря.

## Использование
Местные жители используют его для получения древесины и в качестве источника красителя. 

## Галерея

Wrightia arborea
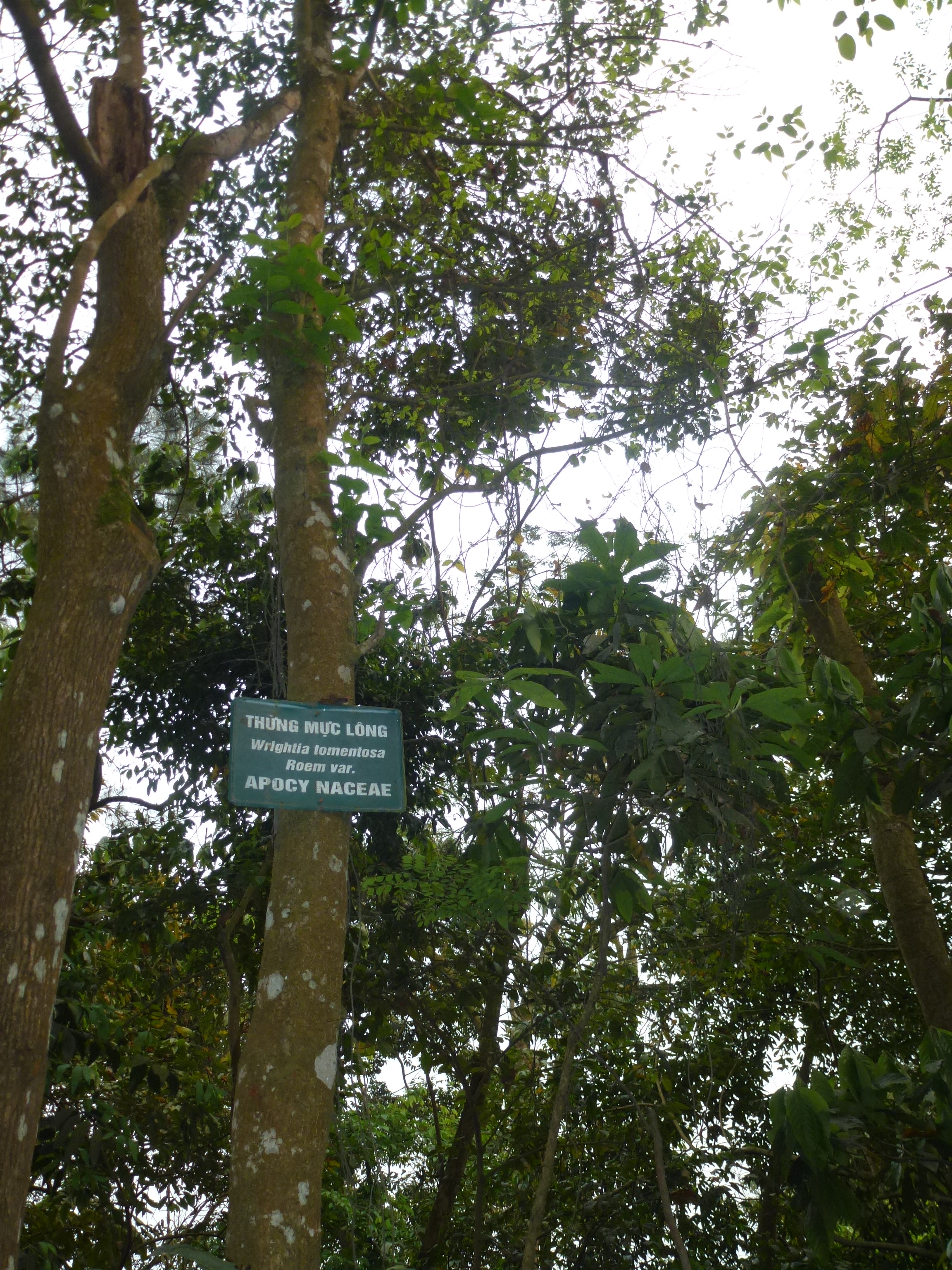
Общий вид и ствол
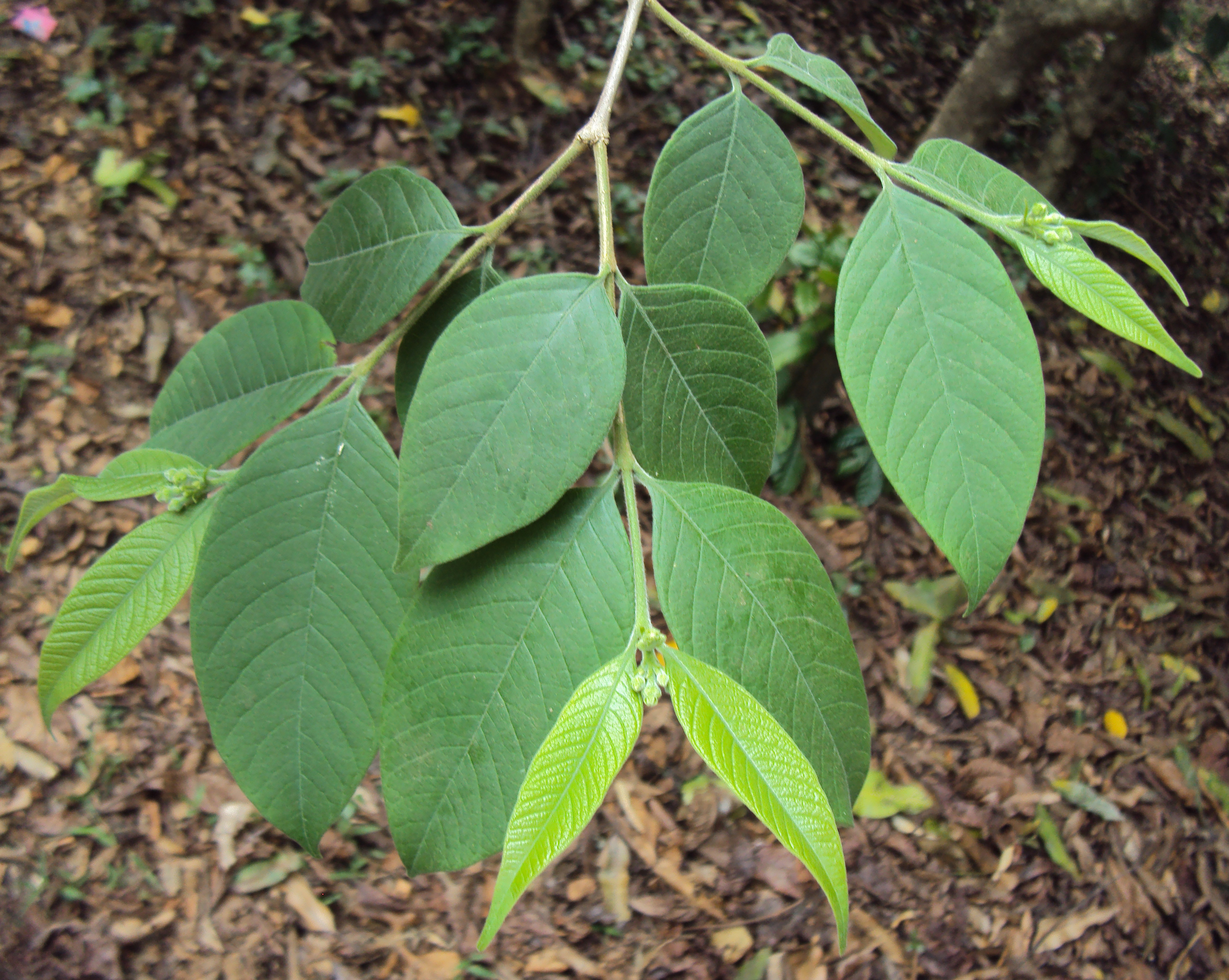
Листва
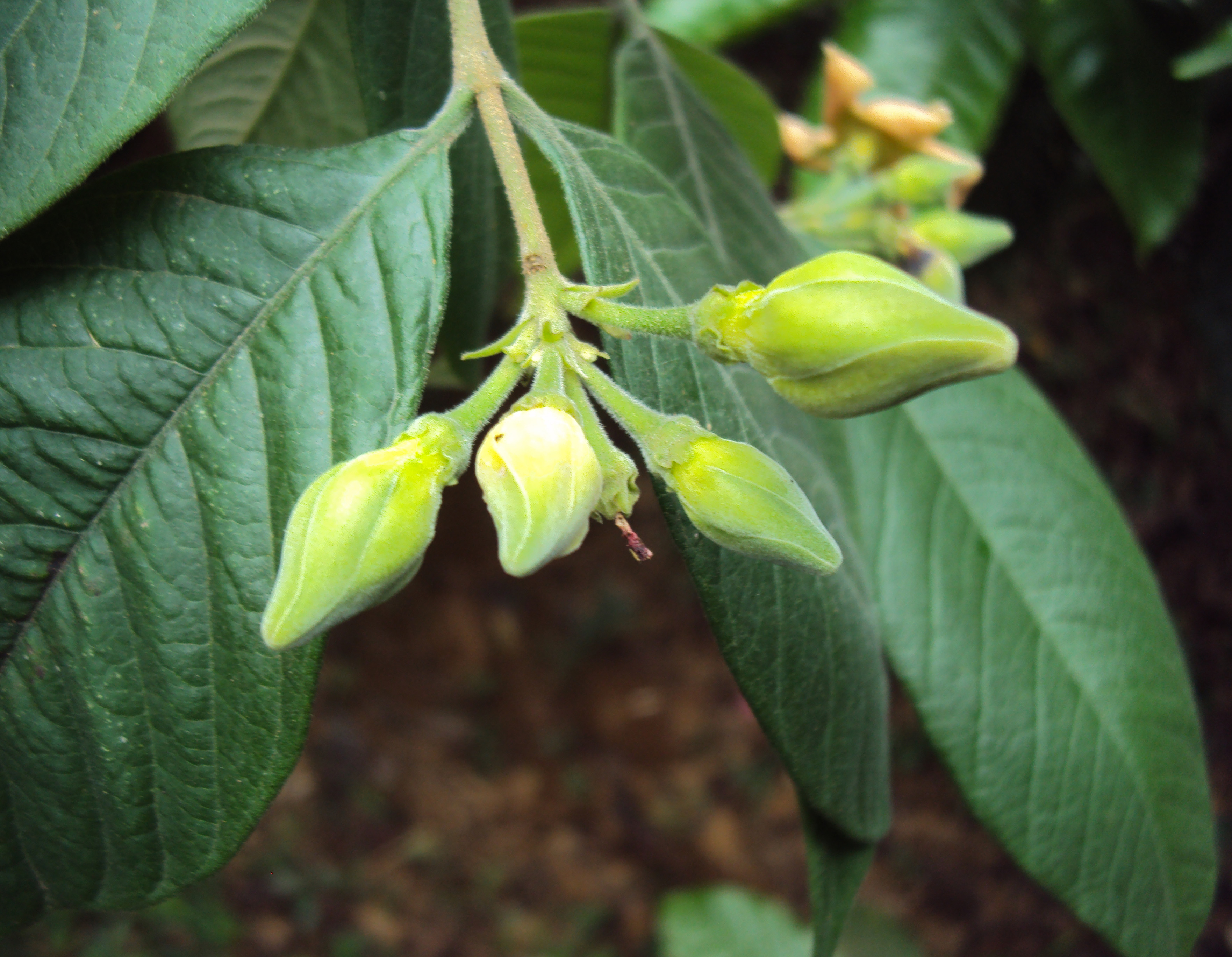
Бутоны
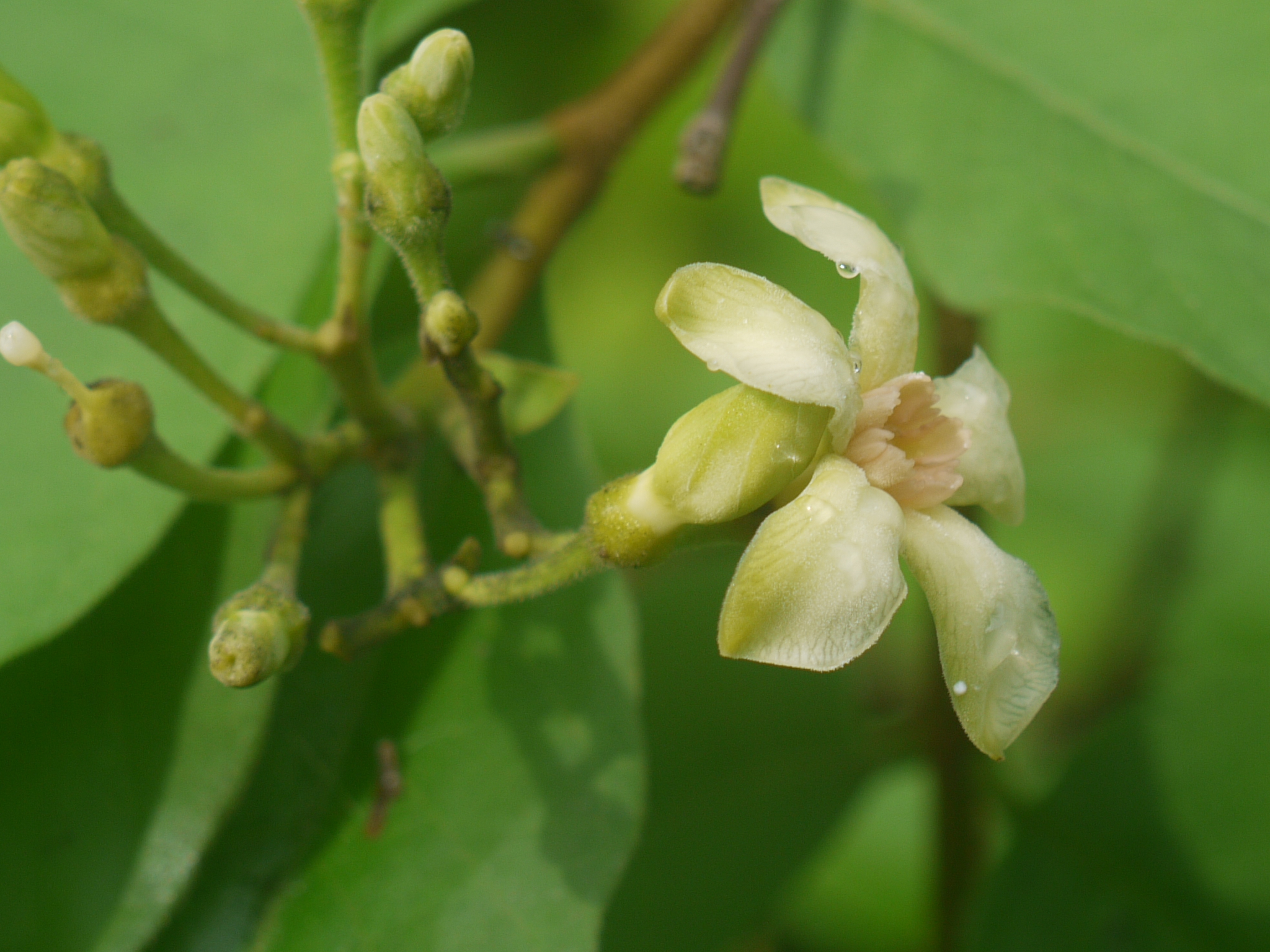
Соцветие
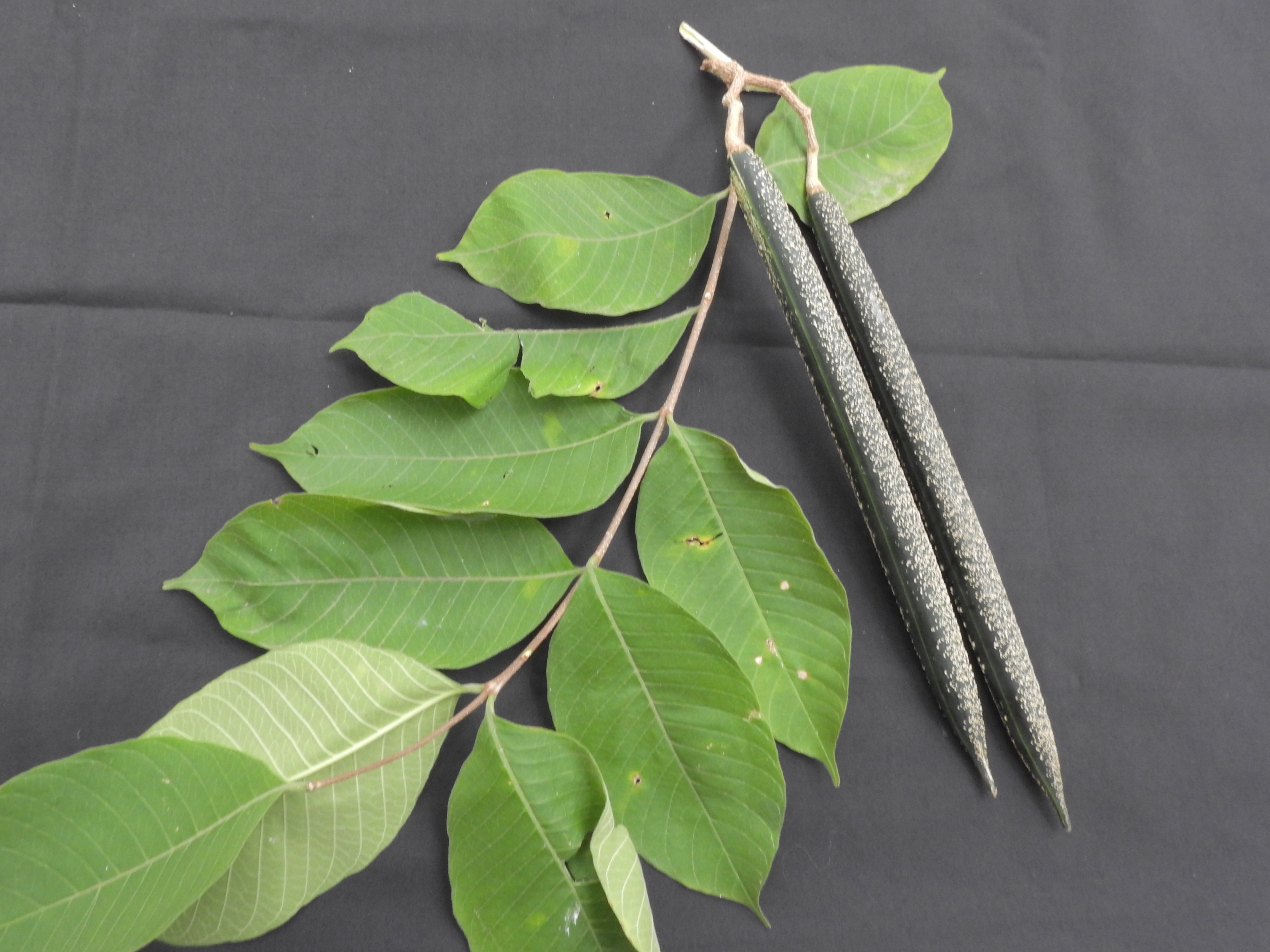
Плоды
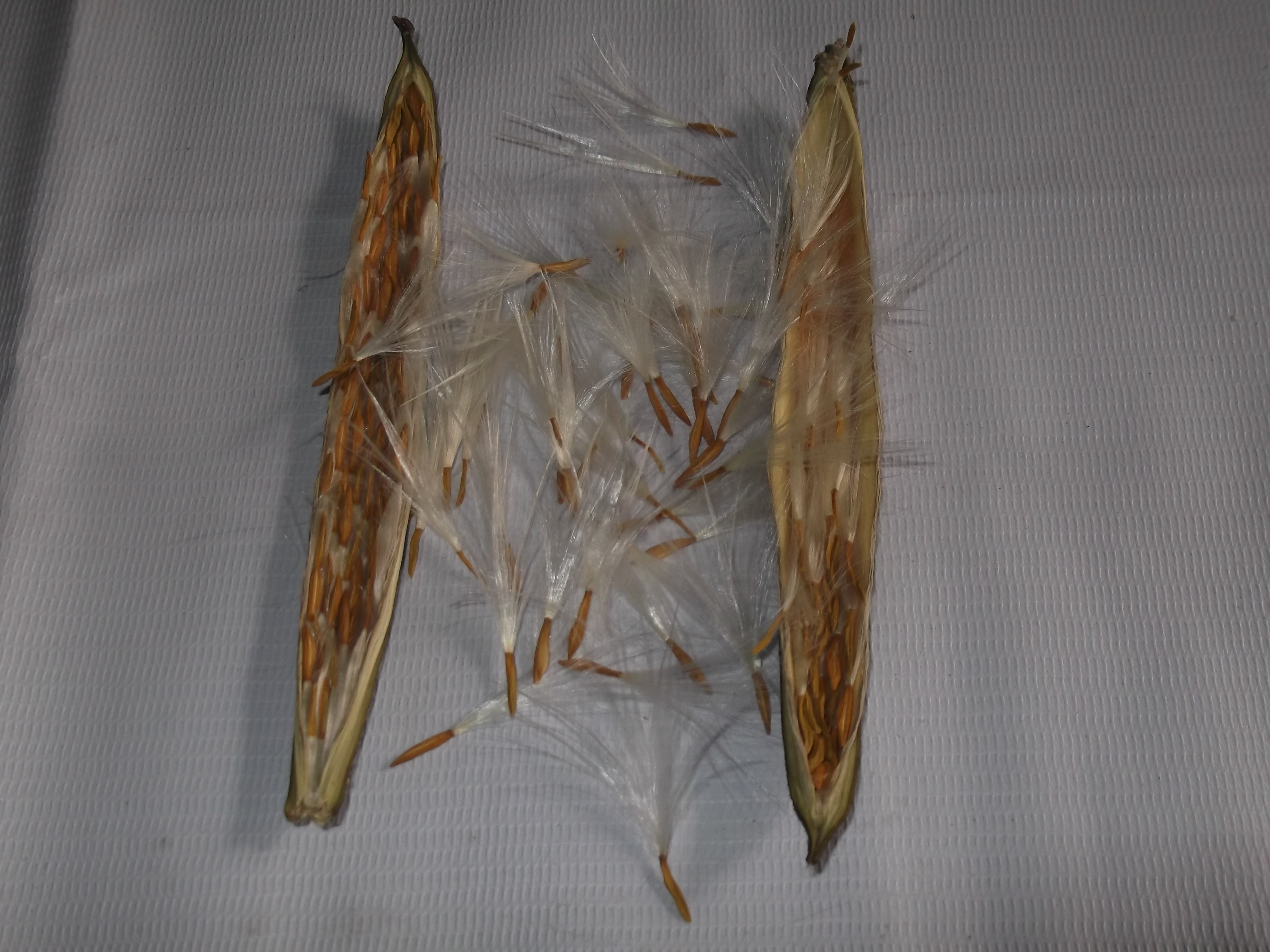
Семена